# Juin 1880

## Événements
- Montée de l’opposition nationaliste au Liban. Les premiers placards réclamant le retour du constitutionnalisme et l’indépendance du Liban sont affichés sur les murs de Beyrouth.

- 24 juin : le Ô Canada est chanté pour la première fois. Il deviendra l'hymne national.

- 20 juin : Balé Demba, avant-dernier roi (manga) du royaume de Dubréka, dans l'actuelle Guinée, signe un traité de protectorat avec la France, point de départ de la colonisation de la Guinée[1].

- 29 juin : le gouvernement français obtient du roi Pomare V la cession de la pleine et entière souveraineté de tous les territoires dépendant de la couronne de Tahiti.

## Naissances
- 5 juin : Charles Lovy, militaire français, († 29 mars 1903).
- 10 juin : André Derain, peintre français († 8 septembre 1954).
- 12 juin : Honoré Hugrel, peintre français († 13 février 1944).
- 16 juin : Alice Bailey, écrivain ésotériste et occultiste britannique († 15 décembre 1949).
- 27 juin : Helen Keller, écrivain, activiste et conférencière († 1er juin 1968).

## Décès
- 5 juin : Carl Friedrich Lessing, peintre allemand (° 15 février 1808).
- 6 juin : Eugen Adam, peintre allemand (° 22 janvier 1817).
- 21 juin : Auguste d'Overschie de Neeryssche, homme politique belge (° 16 mai 1802).
- 23 juin : Adolph Eduard Grube, zoologiste polonais (° 18 mai 1812).